# Siergiej Sawczenko
Siergiej Romanowicz Sawczenko, ros. Серге́й Рома́нович Са́вченко (ur. 5 czerwca?/18 czerwca 1904 w Skadowsku, zm. 1966) – generał porucznik, oficer radzieckich organów bezpieczeństwa i wywiadu, m.in. w latach czterdziestych na czele Ludowego Komisariatu Bezpieczeństwa Państwowego Ukraińskiej Socjalistycznej Republiki Radzieckiej oraz zastępca przewodniczącego Komitetu Informacji (1949–1951), tym samym szef wywiadu KI i (1951–1952) zastępca ministra bezpieczeństwa państwowego ZSRR, tym samym szef I Zarządu Głównego (wywiad) MGB.

## Życiorys
Po ukończeniu gimnazjum pracował jako nocny stróż.
Do organów bezpieczeństwa wstąpił w 1922 roku w wieku 18 lat, następnie ukończył Wyższą Szkołę Pogranicza przy Zjednoczonym Państwowym Zarządzie Politycznym. Po ukończeniu szkoły służył na różnych stanowiskach dowódczych w wojskach pogranicznych OGPU. Od lutego 1941 do września 1949 roku stał na czele organów bezpieczeństwa (kolejno – Ludowy Komisariat Bezpieczeństwa Państwowego: luty-lipiec 1941, Ludowy Komisariat Spraw Wewnętrznych: lipiec 1941, kwiecień 1943, LKBP: kwiecień 1943, marzec 1946, Ministerstwo Bezpieczeństwa Państwowego ZSRR: marzec 1946 – 1949), Ukraińskiej Socjalistycznej Republiki Radzieckiej. 
Następnie w 1949 roku stanął na czele wywiadu zagranicznego Komitetu Informacji, jako zastępca Andrieja Wyszynskiego, przewodniczącego KI. Po zlikwidowaniu KI w 1951 roku i przekazaniu wywiadu zagranicznego z powrotem w kompetencje Ministerstwa Bezpieczeństwa Państwowego, Sawczenko został szefem I Zarządu Głównego i tym samym pierwszym zastępcą ówczesnego ministra bezpieczeństwa państwowego, Wiktora Abakumowa. 
Po śmierci Józefa Stalina, na rozkaz Ławrientija Berii, MBP zostało włączone do Ministerstwa Spraw Wewnętrznych ZSRR. Po przejęciu przez MSW wywiadu zagranicznego (jako II Zarząd Główny), Sawczenko najpierw był (od 17 marca 1953) zastępcą szefa II Zarządu Głównego, następnie od maja (1953) zastępcą szefa 7 Wydziału II Zarządu Głównego MSW. Na tym stanowisku pracował do 28 września 1953 roku, ostatnią funkcją jaką sprawował było (od września 1953 do początku 1954 roku) nadzorowanie z ramienia MSW specjalnego projektu budowlanego Nr 565.
Rok później (1955) został usunięty ze służby w państwowej administracji, zmarł w 1966 roku.

## Odznaczenia
- Order Lenina (dwukrotnie)
- Order Czerwonego Sztandaru (czterokrotnie – 20 września 1943, 3 listopada 1944, 10 kwietnia 1945 i 29 października 1948)
- Order Kutuzowa II stopnia (20 listopada 1944)
- Order Bohdana Chmielnickiego II stopnia (2 maja 1945)
- Order Czerwonej Gwiazdy (14 lutego 1941)
- Odznaka „Zasłużony Funkcjonariusz NKWD” (28 maja 1941)
- i 6 medali.